# Ян Рубчак
Ян Рубчак (18 січня 1882, Станіслав, Королівство Галичини і Володимирії, Австро-Угорщина — 27 травня 1942, Освенцім, Освенцимський повіт, Малопольське воєводство, Третій Рейх) — польський художник постімпресіоніст і графік.

## Біографія
Народився 18 січня 1882 року в Станіславі на Прикарпатті в родині Василя і Магдалени Рубчаків. Закінчивши середню школу та три роки навчання у вчительській семінарії, у протягом 1904—1909 роках навчався у Краківській академії мистецтв у Флоріана Цинка та Юзефа Панкевича. Протягом 1908—1909 років вдосконалював свою техніку в Парижі, пізніше в Лейпцигу.
Здійснив поїздки в Бретані і Нормандію, де він малював прибережні сцени. Його покровителем був Леопольд Зборовський. 1915—1923 — жив у Парижі, навчався в Академії Коларосі, був учасником двох груп — Спілки польських художників в Парижі та Спілки польської літератури та мистецтва. 1917 — відкрив власну школу графіки в Парижі
1924 — почав працювати зі студентами з Краківської вільної школи живопису та рисунку Юзефа Мехоффера.1931-1932 — працював асистентом у Краківській академії мистецтв. Мав власні виставки у Львові: січень 1912; травень 1914; березень 1918; січень 1926.
У 1942 році, після тривалого одужання від хвороби серця, він покинув свій будинок, щоб відвідати кафе, яке часто відвідували художники та письменники, і потрапив у рейд на гестапо і був доставлений до в'язниці Монтелупіч, а потім переведений в Освенцим, де його застрелили.

## Галерея

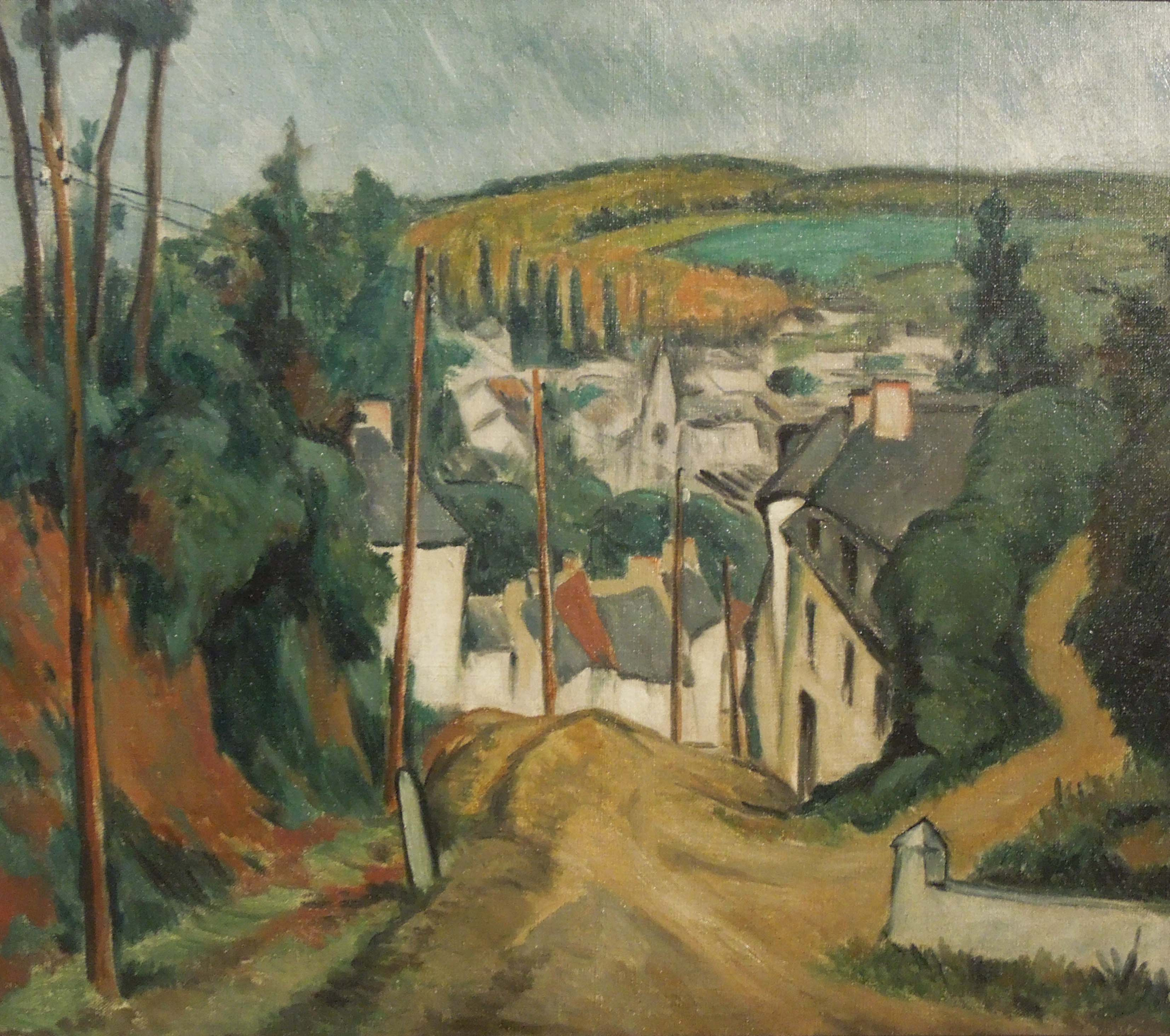
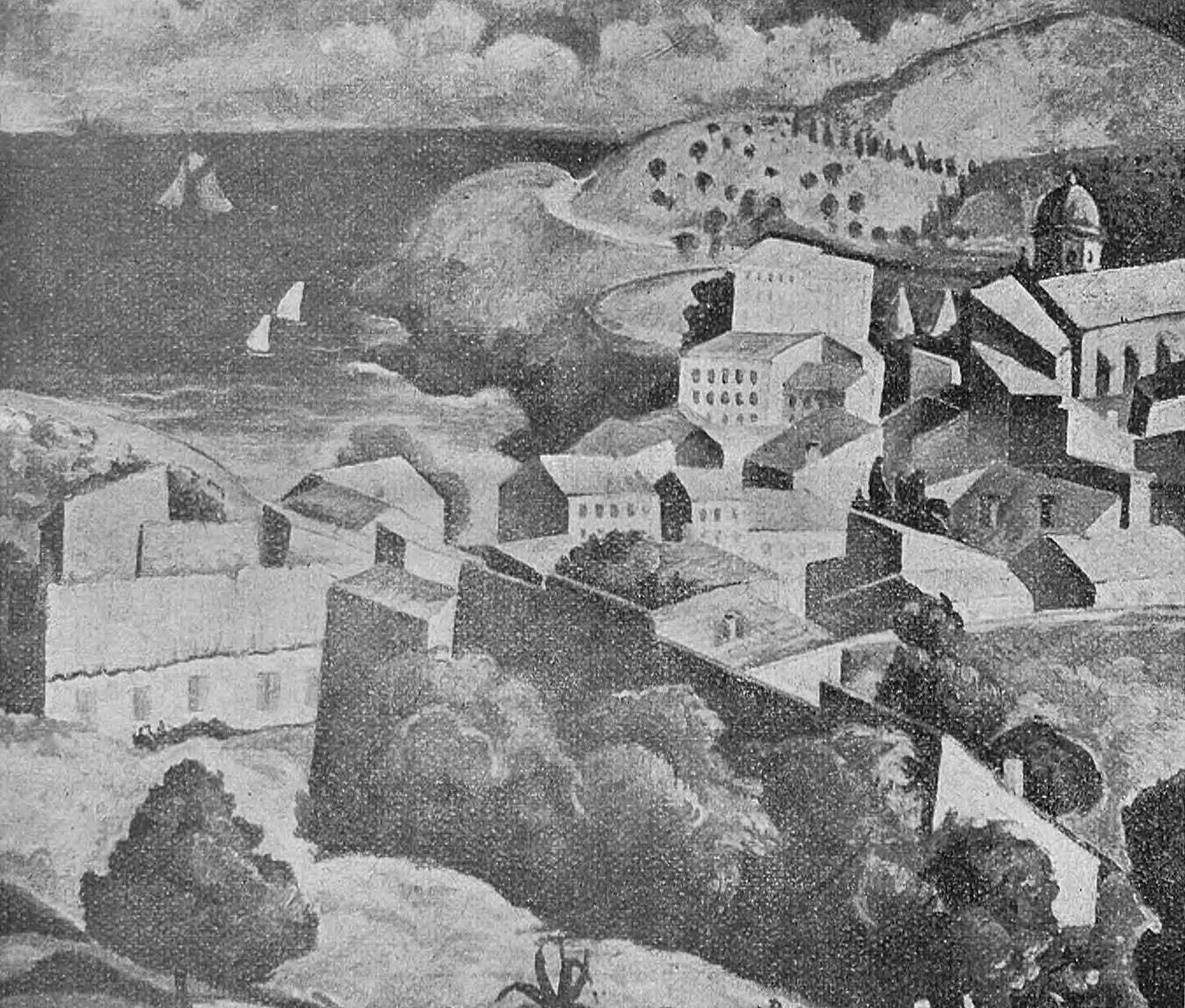
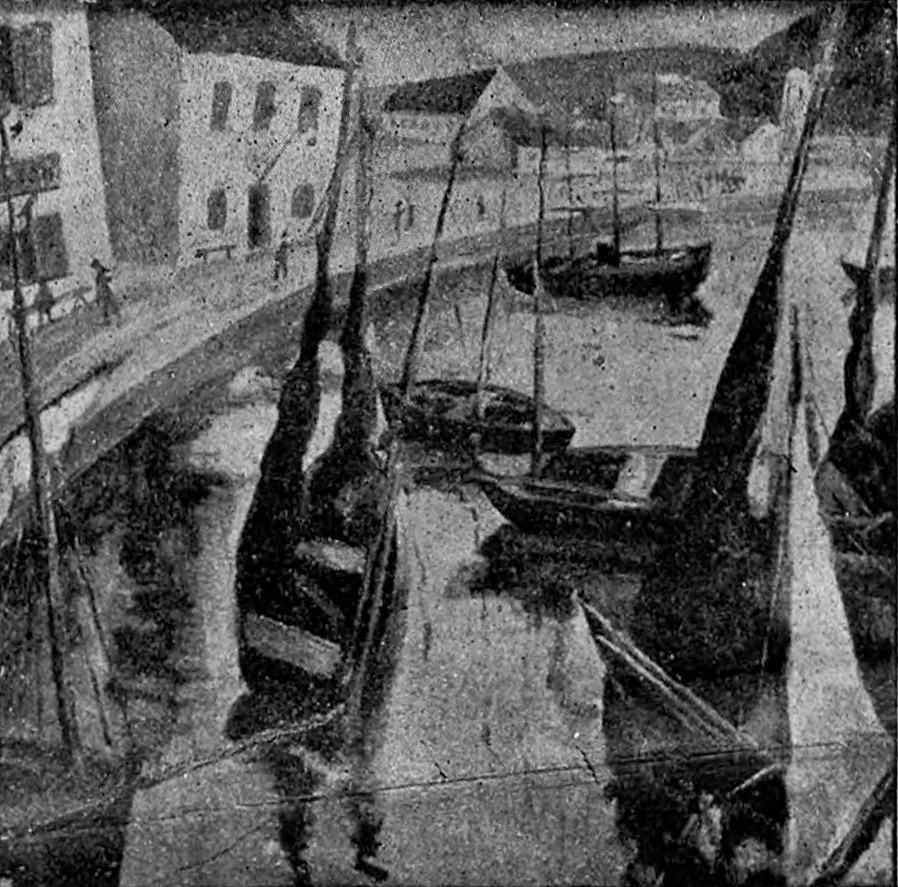
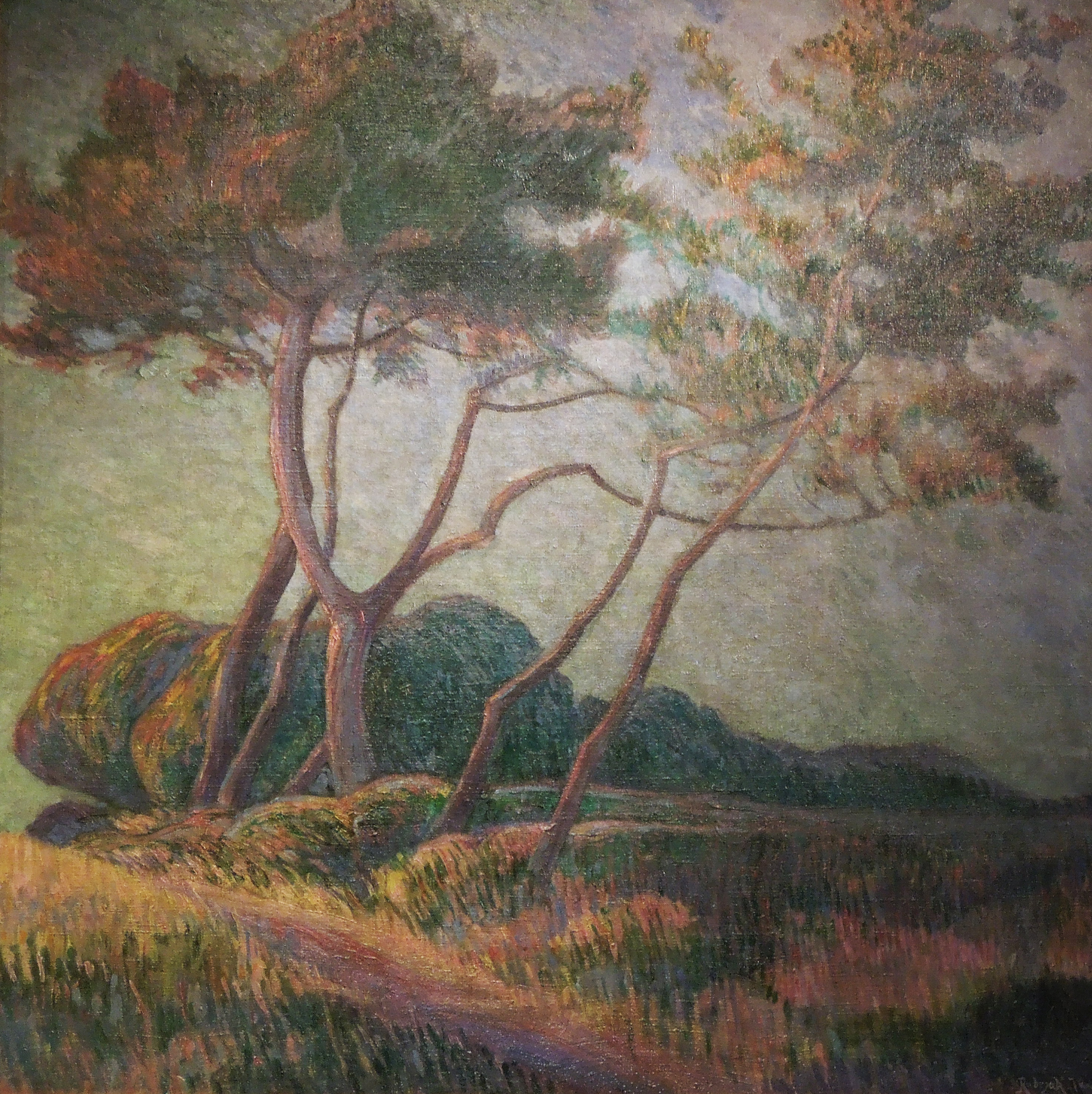
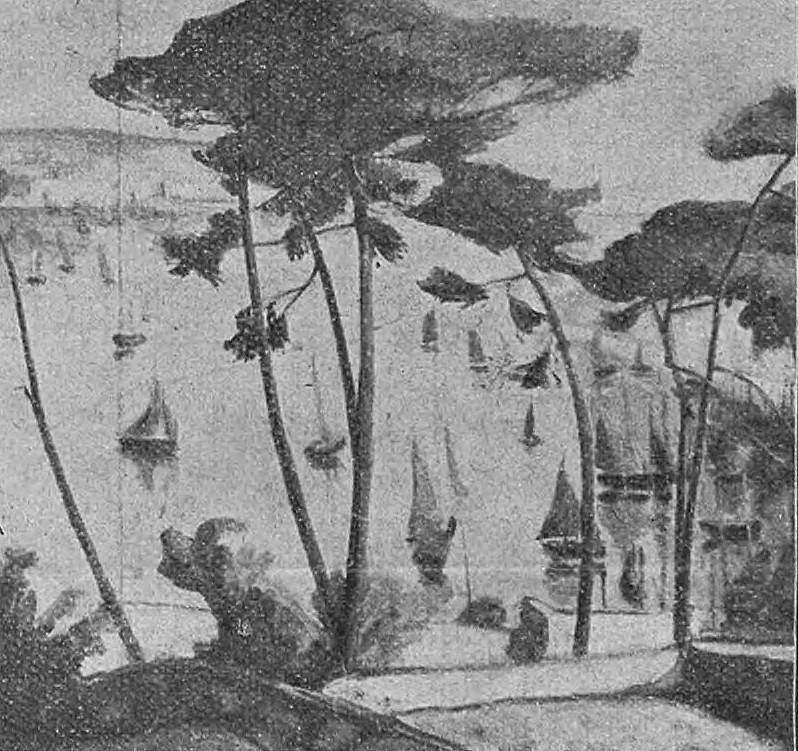
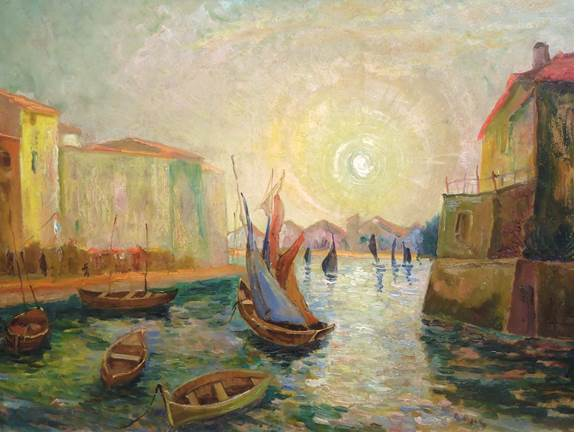
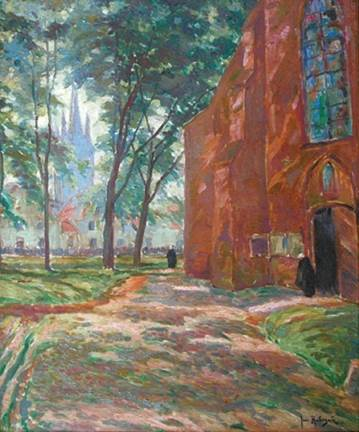